# Kotel
Kotel (en búlgaro, Ко̀тел) es una ciudad de Bulgaria situada en la provincia de Sliven. Tiene una población estimada, a mediados de septiembre de 2022, de 5304 habitantes.

## Geografía
Está ubicada a una altitud de 643 metros sobre el nivel del mar, a unos 354 km por carretera de la capital nacional, Sofía.

## Demografía
|         | 2004 | 2005 | 2006 | 2007 | 2008 | 2009 | 2010 | 2011 | 2022 |
| Mujeres | 3480 | 3462 | 3406 | 3358 | 3328 | 3253 | 3174 | 2977 | n/d  |
| Varones | 3270 | 3204 | 3156 | 3086 | 3038 | 2979 | 2892 | 2734 | n/d  |
| Total   | 6750 | 6666 | 6562 | 6444 | 6366 | 6232 | 6066 | 5711 | 5304 |